# Farra d'Alpago
Farra d'Alpago est une ancienne commune italienne d'environ 2 800 habitants située dans la province de Belluno dans la région Vénétie dans le nord-ouest de l'Italie. Elle a fusionné avec Puos d'Alpago et Pieve d'Alpago le 23 février 2016 pour former Alpago.

## Administration
| Période                                  | Période | Identité | Étiquette | Qualité |
| ---------------------------------------- | ------- | -------- | --------- | ------- |
|                                          |         |          |           |         |
| Les données manquantes sont à compléter. |         |          |           |         |